# Guilhem de Montanhagol

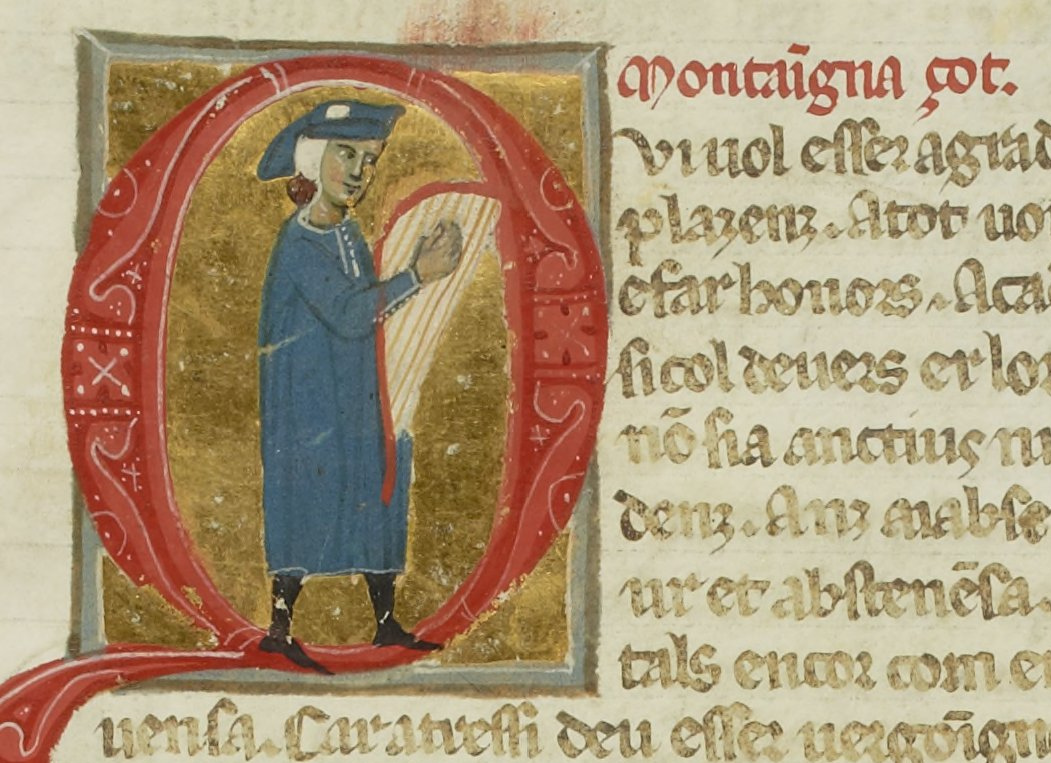
Miniatura de Montanhagol tocando harpa de um chansonnier do século 13

Guilhem (de) Montanhagol (fl. 1233–1268) foi um trovador provençal, provavelmente ativo em Toulouse, mas conhecido nas cortes da Provença, Toulouse, Castela e Aragão. Guilhem deixou sete cansos e seis sirventes. Ele também deixou para trás um tenso (especificamente, um partimen) com Sordello (talvez sugerindo uma breve estada na Lombardia) e sua produção total sobrevivente chega a quatorze peças.
O significado do nome de Guilhem foi debatido. "Montanhagol" significa "da Montanhac", mas não se sabe qual dos vários lugares denominados Montanhac que poderia ser. Por muito tempo pensou-se que a forma correta do nome do trovador era simplesmente "Guilhem Montanhagol", já que o "de" seria redundante. Documentos contemporâneos, no entanto, claramente usam "de".
Ele era de origem humilde. De acordo com sua vida, ele era da Provença, embora alguns estudiosos modernos suspeitem que ele era tolosano. Sua vida registra que ele foi "um bom inventor (trobaire) de poesia e um grande amante". Sua amante era uma senhora chamada Jauseranda de Lunel, o senhor de cujo castelo, Raymond Gaucelm V, Guilhem provavelmente conhecia.
Suas cansos são desairosas e ele imitou os trovadores anteriores, elogiando a mezura (moderação) entre todas as virtudes. Ele afirmou que "do amor procede a castidade" (d'amor mou castitatz), o que pode significar não mais do que o amor é necessário para a fidelidade.
| Ben devon li amador de bon cor servir amor, qar amors non es peccatz, anz es vertutz qe·ls malvatz fai bons, e·ll bo·n son meillor, e met hom'en via de ben far tot dia; e d'amor mou castitaz qar qi·n amor ben s'enten non pot far qe pueis mal renh. | "Bem deve o amante de bom coração servir ao amor, porque o amor não é pecado, antes é uma virtude que o malvado faz bom, e o bom, melhor, e põe o homem em via de bem-fazer todo dia; e do amor procede castidade, porque quem no amor bem se entende não pode fazer, pois, mal algum" – Trecho da canso "Ar ab lo coinde pascor" |
| | |

Ele foi visto, mais fervorosamente por Cesare de Lollis, como um precursor da Dolce Stil Novo (termo creditado por Boase a Montanhagol) e como um elo importante entre a literatura ocitana e italiana por meio de seu trabalho com Sordello. No contexto após a perseguição aos occitanos na cruzada albingense, a cultura do fin'amor manifesta nos trovadores foi reprimida em sua exaltação da paixão carnal e transgressão do matrimônio, e Montanhagol, influenciado pela condenação da Inquisição dessas poesias, teve que adaptar o sentimento e expressão, conciliando-o sob a doutrina da Igreja com virtudes elevadas de amor platônico; ele foi assim creditado com uma imagem inovadora do amor cortês combinado com a moralidade cristã, e, de fato, ele se refere a noel dig de maestria ("um novo ditado de maestria"), embora isso provavelmente não seja uma indicação de qualquer reforma consciente.
Os sirventes políticos de Guilhem dizem respeito à política tolosana e espanhola. Escrevendo após as campanhas que devastaram Languedoc, Guilhem era um oponente da Inquisição Papal, embora não da própria Igreja. Ele encorajou a correção gentil dos cátaros, mas não sua repressão violenta por meio da guerra.
Guilhem foi enlutado em um planh escrito por seu cunhado Pons Santolh.

## Obras
- A Lunel lutz una luna luzens
- Ar ab lo coinde pascor
- Del tot vey remaner valor
- Bel m'es quan d'armatz aug refrim
- Ges, per malvastat qu'er veya
- Leu chansoneta m'er a far
- No sap per que va son joy pus tarzan
- Non an tan dig li primier trobador
- Non estarai, per ome qe-m casti
- Nulhs hom no val ni deu esser prezatz
- On mais a hom de valensa
- Per lo mon fan li un dels autres rancura
- Qui vol esser agradans e plazens
- Senh'En Sordel, mandamen